# ラスティ・カノコギ
リーナ・ラスティ・カノコギ（Rena 'Rusty' Kanokogi、1935年 - 2009年11月21日）は、アメリカ合衆国の女子柔道家。「女子柔道の母」と呼ばれる。

## 来歴
ニューヨーク、ブルックリンにユダヤ人リーナ・グリックマンRena Glickmanとして生まれる。柔道を習ってる知人に技をかけられ興味を持ち、Flatbush Avenueの道場で柔道を始めた。1962年には講道館でも稽古を受ける。このとき知り合った熊本県出身の柔道家、鹿子木量平と、1963年に結婚。
1959年、ニューヨーク州で開催されたYMCA柔道選手権団体戦で、負傷した選手の代わりに胸に布を巻いて男子に見せかけ出場し、一本勝ちを決めた。チームも優勝したが、当時はアメリカに女子柔道選手はほとんどおらず、この大会も男子の大会と考えられていたため、出場規定に性別が決められていなかったにもかかわらず、試合後に女子と判明したカノコギだけが金メダルを剥奪された。
これを悔しく思ったカノコギは女子柔道の普及に努め、1980年にニューヨークで開催された第1回世界女子柔道選手権大会を組織委員長として取り仕切った。国際オリンピック委員会とも交渉し、女子柔道を1988年ソウルオリンピックで公開競技、1992年バルセロナオリンピックで正式種目とすることに成功した。ソウル大会では、アメリカの女子柔道チームのコーチも務めた。
このような貢献により、1994年には国際女性スポーツ殿堂入りを果たし、2008年には日本の旭日小綬章を受章した。
2009年に到って、YMCAも50年前に剥奪した金メダルを返還し、カノコギの功績を称えた。
腎不全と多発性骨髄腫を患っていたが、2009年11月21日死去。

## ノンフィクション
このラスティ・カノコギの生涯を描いた小倉孝保の『柔の恩人──「女子柔道の母」ラスティ・カノコギが夢見た世界──』が、2011年7月22日、第18回小学館ノンフィクション大賞を受賞し、2012年5月に単行本として刊行された。